# Беккер, Эллен
Эллен Беккер (нем. Ellen Becker; род. 3 августа 1960, Дуйсбург, Северный Рейн-Вестфалия) — немецкая гребчиха, выступавшая за сборную ФРГ по академической гребле в конце 1970-х — середине 1980-х годов. Бронзовая призёрка летних Олимпийских игр в Лос-Анджелесе, победительница и призёрка многих регат национального значения. 

## Биография
Эллен Беккер родилась 3 августа 1960 года в Дуйсбурге, ФРГ. В детстве серьёзно занималась плаванием, но в 1978 году решила перейти в академическую греблю. Проходила подготовку в Мюнстере в местном одноимённом гребном клубе «Мюнстер».
Уже в 1979 году вошла в основной состав западногерманской национальной сборной и выступила в распашных рулевых восьмёрках на чемпионате мира в Бледе. Тем не менее, была здесь далека от попадания в число призёров — сумела квалифицироваться лишь в утешительный финал B.
В 1981 году объединилась с Ирис Фёлькнер из Гамбурга, вместе с которой неоднократно выигрывала последующие национальные первенства ФРГ, как в двойках, так и в четвёрках. Стартовала в рулевых четвёрках на мировом первенстве в Мюнхене, где показала в главном финале пятый результат.
В 1983 году отметилась выступлением на домашнем чемпионате мира в Дуйсбурге — здесь в безрульных двойках финишировала в финале четвёртой, остановившись в шаге от призовых позиций.
Благодаря череде удачных выступлений удостоилась права защищать честь страны на летних Олимпийских играх 1984 года в Лос-Анджелесе — в восьмёрках заняла итоговое шестое место, тогда как в безрульных двойках в паре с Ирис Фёлькнер показала на финише третий результат, уступив только экипажам из Румынии и Канады — тем самым завоевала бронзовую олимпийскую медаль, повторив достижение своих соотечественниц Эдит Экбауэр и Теа Айнёдер восьмилетней давности (впоследствии западногерманские гребчихи больше ни разу не выигрывали медали на Олимпийских играх). Их успех в определённой степени был обусловлен отсутствием нескольких сильных сборных социалистических стран, таких как СССР и ГДР.
После Олимпиады Беккер вернулась в свой родной город Дуйсбург и затем ещё в течение некоторого времени продолжала выступать на различных регатах. Так, в 1985 году вместе с Фёлькнер она вновь одержала победу на чемпионате ФРГ в двойках, в то время как в сезоне 1986 года была лучшей в четвёрках.